# Alpine Ski-Juniorenweltmeisterschaften 1999
Die 18. Alpinen Ski-Juniorenweltmeisterschaften fanden vom 9. bis 14. März 1999 im französischen Département Alpes-de-Haute-Provence statt. Austragungsorte waren die Wintersportgebiete Pra-Loup und Le Sauze in der Nähe von Barcelonnette.

## Männer

### Abfahrt
| Platz | Land | Sportler         | Zeit (min) |
| ----- | ---- | ---------------- | ---------- |
| 1     | AUT  | Klaus Kröll      | 1:08,50    |
| 2     | AUT  | Kurt Engl        | 1:08,64    |
| 3     | AUT  | Thomas Graggaber | 1:08,65    |
| 4     | AUT  | Manfred Gstatter | 1:08,71    |
| 5     | GER  | Florian Eckert   | 1:08,78    |
| 6     | SUI  | Daniel Züger     | 1:08,80    |

Datum: 10. März

### Super-G
| Platz | Land | Sportler         | Zeit (min) |
| ----- | ---- | ---------------- | ---------- |
| 1     | AUT  | Manfred Gstatter | 1:11,87    |
| 2     | FRA  | Freddy Rech      | 1:12,07    |
| 3     | ITA  | Matteo Berbenni  | 1:12,39    |
| 4     | CAN  | Jeff Hume        | 1:12,47    |
| 5     | SLO  | Igor Kozlar      | 1:12,52    |
| 6     | AUS  | Brad Wall        | 1:12,63    |

Datum: 11. März

### Riesenslalom
| Platz | Land | Sportler              | Zeit (min) |
| ----- | ---- | --------------------- | ---------- |
| 1     | AUT  | Christoph Alster      | 1:48,10    |
| 2     | FRA  | Freddy Rech           | 1:48,42    |
| 3     | SLO  | Mitja Dragšič         | 1:48,46    |
| 4     | SUI  | Daniel Défago         | 1:48,62    |
| 5     | AUT  | Mario Matt            | 1:48,69    |
| 6     | NOR  | Stein Kristian Strand | 1:48,74    |

Datum: 13. März

### Slalom
| Platz | Land | Sportler              | Zeit (min) |
| ----- | ---- | --------------------- | ---------- |
| 1     | ITA  | Massimiliano Blardone | 1:34,96    |
| 2     | AUT  | Kurt Engl             | 1:35,31    |
| 3     | FRA  | Alexandre Anselmet    | 1:35,34    |
| 4     | AUT  | Mario Matt            | 1:35,62    |
| 5     | CAN  | Jean-Philippe Roy     | 1:35,77    |
| 6     | CAN  | Kristian Guay         | 1:36,16    |

Datum: 14. März

### Kombination
| Platz | Land | Sportler              | Punkte |
| ----- | ---- | --------------------- | ------ |
| 1     | AUT  | Kurt Engl             | 10,55  |
| 2     | AUT  | Mario Matt            | 17,49  |
| 3     | ITA  | Massimiliano Blardone | 20,23  |

Datum: 10./14. März
Die Kombination bestand aus der Addition der Ergebnisse aus Abfahrt, Riesenslalom und Slalom.

## Frauen

### Abfahrt
| Platz | Land | Sportlerin           | Zeit (min) |
| ----- | ---- | -------------------- | ---------- |
| 1     | AUT  | Kerstin Reisenhofer  | 1:11,09    |
| 2     | USA  | Jonna Mendes         | 1:11,33    |
| 3     | USA  | Alison Powers        | 1:11,77    |
| 4     | FRA  | Alexandra Zimmermann | 1:11,91    |
| 5     | SUI  | Fränzi Aufdenblatten | 1:11,96    |
| 6     | AUT  | Marlies Schild       | 1:11,99    |

Datum: 13. März

### Super-G
| Platz | Land | Sportlerin          | Zeit (min) |
| ----- | ---- | ------------------- | ---------- |
| 1     | AUT  | Karin Blaser        | 1:14,06    |
| 2     | AUT  | Silvia Berger       | 1:14,14    |
| 3     | AUT  | Kerstin Reisenhofer | 1:14,72    |
| 4     | USA  | Jonna Mendes        | 1:14,80    |
| 5     | USA  | Caroline Lalive     | 1:14,93    |
| 6     | CZE  | Lucie Hrstková      | 1:15,14    |

Datum: 14. März

### Riesenslalom
| Platz | Land | Sportlerin       | Zeit (min) |
| ----- | ---- | ---------------- | ---------- |
| 1     | ITA  | Denise Karbon    | 1:53,82    |
| 2     | AUT  | Silvia Berger    | 1:54,55    |
| 3     | FIN  | Tanja Poutiainen | 1:55,00    |
| 4     | USA  | Caroline Lalive  | 1:55,14    |
| 5     | CZE  | Lucie Hrstková   | 1:55,27    |
| 6     | GER  | Stefanie Wolf    | 1:55,43    |

Datum: 10. März

### Slalom
| Platz | Land | Sportlerin         | Zeit (min) |
| ----- | ---- | ------------------ | ---------- |
| 1     | SWE  | Anja Pärson        | 1:46,62    |
| 2     | GER  | Stefanie Wolf      | 1:48,12    |
| 3     | AUT  | Elisabeth Görgl    | 1:48,65    |
| 4     | AUT  | Eva Walkner        | 1:49,01    |
| 5     | FRA  | Souazic Le Guillou | 1:49,08    |
| 5     | ITA  | Nicole Gius        | 1:49,08    |

Datum: 9. März

### Kombination
| Platz | Land | Sportlerin          | Punkte |
| ----- | ---- | ------------------- | ------ |
| 1     | USA  | Caroline Lalive     | 46,74  |
| 2     | GER  | Stefanie Wolf       | 61,17  |
| 3     | AUT  | Kerstin Reisenhofer | 80,95  |

Datum: 9./13. März
Die Kombination bestand aus der Addition der Ergebnisse aus Abfahrt, Riesenslalom und Slalom.

## Medaillenspiegel
| Platz | Land               | Gold | Silber | Bronze | Gesamt |
| ----- | ------------------ | ---- | ------ | ------ | ------ |
| 1     | Österreich         | 6    | 5      | 4      | 15     |
| 2     | Italien            | 2    | –      | 2      | 4      |
| 3     | Vereinigte Staaten | 1    | 1      | 1      | 3      |
| 4     | Schweden           | 1    | –      | –      | 1      |
| 5     | Frankreich         | –    | 2      | 1      | 3      |
| 6     | Deutschland        | –    | 2      | –      | 2      |
| 7     | Finnland           | –    | –      | 1      | 1      |
| 7     | Slowenien          | –    | –      | 1      | 1      |